# طواف فاتينفول 2010
طواف فاتينفول 2010 هو أحد سباقات طواف العالم للدراجات 2010 أقيم بتاريخ 15 أغسطـس 2010، فاز به تايلر فارار وحلّ ثانيا إيدفالد بواسون هاغن بينما حصل على المركز الثالث أندريه جريبيل.

## الترتيب
| م                     | الدرّاج              | البلد            | الزمن                    |
| --------------------- | ------------------- | ---------------- | ------------------------ |
| الفائز بالترتيب العام | تايلر فارار         | الولايات المتحدة | 5 ساعة 02 دقيقة 36 ثانية |
| الثاني                | إيدفالد بواسون هاغن | النرويج          |                          |
| الثالث                | أندريه جريبيل       | ألمانيا          |                          |